# Flight of the Intruder
Flight of the Intruder — компьютерная игра в жанре авиасимулятора, выпущенная на ряде платформ в 1990 году. Разработана Rowan Software, издана Spectrum Holobyte. Основана на одноимённом романе Стивена Кунтса (по которому также был снят фильм «Полёт „Интрудера“», однако игра основана на книге, а не на фильме — фактически она начала разрабатываться ещё до выхода книги в 1986 году).
Действие игры происходит в 1972 году во время Вьетнамской войны и охватывает американские операции Linebacker и Linebacker II. Игроку доступны два самолёта ВМС США — истребитель F-4 «Фантом» II и бомбардировщик A-6 «Интрудер».
Версия для NES вышла в 1991 году и была разработана Mindscape, а выпущена Imagineering. Она отличается гораздо меньшей детализацией (например, убрана возможность снарядить самолёт по своему усмотрению) и большей аркадностью. Из-за сходства геймплея с играми серии Top Gun версия для NES была известна в России и в Китае под неофициальным названием или пиратским хаком Top Gun 3. Интересно, что северовьетнамские МиГ-21 в ней при рассмотрении вблизи (во время атаки на встречных курсах) не похожи на оригинал и скорее напоминают F/A-18.